# Doris Heinze
Doris J. Heinze (* 12. Mai 1949 in Mülheim an der Ruhr; eigentlich Doris Johanna Heinze-Strobel) war bis zum September 2009  die  Fernsehspielchefin des Norddeutschen Rundfunks (NDR) und in dieser Funktion eine der einflussreichsten und erfolgreichsten Fernsehfilm-Redakteurinnen Deutschlands. Bekanntheit erlangte sie durch die Drehbuch-Affäre, deretwegen sie 2012 wegen Bestechlichkeit, Betrug und Untreue zu einer Freiheitsstrafe verurteilt wurde. Seit 1995 war sie nebenberuflich auch als Drehbuchautorin tätig.

## Leben
Doris Heinze besuchte ein Gymnasium in Bochum, das sie vorzeitig mit der Mittleren Reife verließ. Anschließend absolvierte sie eine Berufsausbildung zur Industriekauffrau bei der Westdeutschen Allgemeinen Zeitung (WAZ). Nach der Lehre arbeitete sie dort im technischen Betrieb, wechselte danach zu einer Gabelstaplerfirma und ließ sich an einer Privatschule zur Staatlich geprüften Betriebswirtin ausbilden.
Im Jahr 1984 wurde Heinze Geschäftsführerin des Filmbüro NW e. V. (damals in Mülheim an der Ruhr, seit 2009 in Köln), das sie bis 1989 leitete. Von 1985 bis 1988 war sie außerdem als Vertreterin der unabhängigen Filmschaffenden Mitglied im Rundfunkrat des WDR. Zeitgleich vertrat sie den WDR beim Programmbeirat Deutsches Fernsehen. Von 1989 bis 1991 war sie als Producerin bei der filmpool Film- und Fernsehproduktion Köln tätig und betreute Fernsehfilme, Dokumentarfilme und internationale Kino-Koproduktionen für ZDF und WDR.
Im Jahr 1991 wurde Doris Heinze Leiterin des Programmbereichs Fernsehfilm, Spielfilm und Theater beim NDR. Sie war zuständig für den NDR-Tatort, den NDR-Polizeiruf 110 und die redaktionelle Betreuung der Reihe FilmMittwoch im Ersten (früher: Wilde Herzen) und verdiente in dieser Position zuletzt 104.000 Euro im Jahr. Ihr Ressort steuerte jährlich über ein Dutzend Filme zum Programm der ARD bei und betreute einzelne Projekte des NDR-Fernsehens.
Für viele dieser Produktionen hat sie auch die Drehbücher geschrieben und dabei mit ihrer Redaktion sehr bekannte Figuren entwickelt, wie zum Beispiel die Tatort-Kommissare Cenk Batu (Hamburg, Mehmet Kurtuluş), Charlotte Lindholm (Hannover, Maria Furtwängler) und Klaus Borowski (Kiel, Axel Milberg). Sie galt branchenweit als einer der einflussreichsten Köpfe. In der Hamburg Media School gehörte sie im Filmstudium zu den Dozenten des Jahrgangs 2006–2008.

## Drehbuch-Affäre
Im Jahr 2009 ergaben Recherchen der Süddeutschen Zeitung (SZ), dass Doris Heinze für den NDR jahrelang Drehbücher ihres Ehemannes Claus Strobel, des Regisseurs und Autors einiger Dokumentarfilme, kaufen und produzieren ließ. Nach Doris Heinzes Darstellung waren diese Arbeiten unter „Pseudonym“ eingereicht worden. Von 2001 bis 2009 schloss Heinzes Ehemann unter dem falschen Namen „Niklas Becker“ Drehbuchaufträge über fünf Fernsehfilme mit zwei Produktionsgesellschaften. Vier Bücher hatte das Münchener Unternehmen AllMedia Pictures verfilmt und abgerechnet. Der fünfte Auftrag wurde dem NDR zunächst von der Firma Oberon Media Service Film aus Grünwald in Rechnung gestellt, später aber rückabgewickelt. Die Rechnungen wurden von seiner Frau gegengezeichnet.
Doris Heinze hatte ihre Vertrauensposition als Fernsehspielchefin im NDR dazu benutzt, „Niklas Becker“ als kontaktscheuen Künstler darzustellen, der nicht zu Konferenzen anreist und zurückgezogen im Ausland lebt (Amsterdam und Montreal). Um die Erfindung „Niklas Becker“ zu untermauern, wurden E-Mail-Korrespondenzen des angeblichen Autors mit dem NDR fingiert. Für die Pressehefte der NDR-Produktionen nach Drehbüchern von „Niklas Becker“ erfand Heinze einen fiktiven Lebenslauf. Der geschäftliche Kontakt zwischen Autor und Produktionsfirma fand über Claus Strobels Anwaltskanzlei statt.
Heinzes Vorgesetzte gaben kurz nach Bekanntwerden des Drehbuchskandals Stellungnahmen ab, in denen sie erklärten, keinerlei Kenntnis von den Täuschungs-Aktivitäten ihrer Fernsehspielchefin gehabt zu haben. Das Umfeld von Doris Heinze war schon seit längerem als geschlossener Zirkel bekannt, den sie fest im Griff hatte. Regisseure, Autoren und Produzenten hatten jedoch aufgrund ihrer Abhängigkeit von Heinzes Aufträgen Angst davor, den Verdacht laut zu äußern. Diesen Gerüchten wollte oder konnte jahrelang niemand von der NDR-Leitung nachgehen, was schließlich zu einer Kontroverse mit dem Verband Deutscher Drehbuchautoren (VDD) führte.
Es vergingen etwa acht Jahre, bis die Vorgänge am 27. August 2009 öffentlich wurden und Doris Heinze ihre Stellung als Fernsehfilmchefin beim NDR verlor. Das Karriereende „einer der begabtesten Fernsehfilmmacherinnen in Deutschland“ wurde vom Leiter des Programmbereichs Fiktion & Unterhaltung beim NDR als „außerordentlich tragisch“ bezeichnet. Während im Sender niemand davon gewusst haben soll, wurden zwei Mitwisserinnen bei der beteiligten Produktionsgesellschaft AllMedia Pictures ermittelt und ebenfalls von ihren Aufgaben entbunden.
Im weiteren Verlauf der Ermittlungen gestand Heinze, unter falschem Namen auch eigene Texte – zwei Drehbücher und ein Treatment – an den NDR verkauft zu haben. Heinze dachte sich dafür das Pseudonym „Marie Funder(-Donoghue)“ aus, schrieb abermals einen Lebenslauf für die Pressehefte und simulierte wieder E-Mail-Verkehr mit dem NDR. Als Hausautorin hätte sie jedoch nur 50 % der üblichen Drehbuchhonorare erhalten dürfen, so dass dem Sender ein finanzieller Schaden entstanden ist. Bei den eingereichten Büchern handelte es sich um die Produktion Die Freundin der Tochter, den nicht gedrehten Film Dienstage mit Antoine und um das Polizeiruf-110-Treatment Die armen Kinder von Schwerin. In diesem Zusammenhang sprach der NDR am 20. September 2009 eine zweite Kündigung gegen Doris Heinze aus. Auch nach den ergangenen Kündigungen wurden Doris Heinze von ihrem früheren Vorgesetzten Thomas Schreiber „ganz exzellente“ Fähigkeiten bescheinigt. Im Februar 2011 entschuldigte sich Heinze öffentlich per Interview beim NDR. Ihr Verhalten sei „absoluter Schwachsinn“ gewesen. Es tue ihr im Nachhinein „wahnsinnig leid“, sei aber nicht zurückzunehmen.
Vor der Wirtschaftsstrafkammer des Hamburger Landgerichts musste sich Doris Heinze wegen schwerer Bestechlichkeit, schwerer Untreue und Betrugs vor Gericht verantworten. Ebenfalls angeklagt waren ihr Ehemann Claus Strobel und die Filmproduzentin Heike Richter-Karst der AllMedia Pictures. Am 8. Oktober 2012 wurde Heinze in erster Instanz zu einer Gefängnisstrafe von einem Jahr und zehn Monaten verurteilt. Die Strafe wurde zur Bewährung ausgesetzt. Am 1. Oktober 2013 teilte der Bundesgerichtshof mit, dass der Revisionsantrag Heinzes als unbegründet zurückgewiesen wurde. Damit bestätigte das Gericht die Verurteilung durch das Landgericht Hamburg wegen Bestechlichkeit, Betrug und Untreue.

## Filmografie
Alle Filme als Drehbuchautorin:
- 1995: Club Las Piranjas (Ko-Autor: Hape Kerkeling, Regie: Ulli Baumann)
- 1996: Willi und die Windzors (Ko-Autor und Regie: Hape Kerkeling)
- 1999: Holstein Lovers (Regie: Uwe Janson)
- 2000: Blondine sucht Millionär fürs Leben (Regie: Markus Imboden)
- 2000: Zwei Dickköpfe mit Format (Regie: Vera Loebner)
- 2002: Ein Engel und Paul (Regie: Manfred Stelzer)
- 2004: So fühlt sich Liebe an (Regie: Peter Gersina)
- 2005: Heiraten macht mich nervös, (geschrieben unter Pseudonym: Monika von Lüdinghausen)
- 2007: Die Sterneköchin (Regie: Manfred Stelzer)
- 2007: Der Mann von gestern (Regie: Hannu Salonen)
- 2008: Das Feuerschiff (Regie: Florian Gärtner)
- 2009: Die Freundin der Tochter (Regie: Josh Broecker)
- 2010: Meine Familie bringt mich um! (Regie: Christiane Balthasar)